# Бертхолд I (Швабия)
Берхтхолд I също наричан Ерхангер I (на немски: Berchthold I, Erchanger I) e пфалцграф на Швабия през 880/892 г.

## Биография
Той произлиза от род Ахалолфинги. През 880 и 883 г. Берхтхолд I придружава Карл III (Карл Дебели) до Италия, който е от 876 г. крал на Алемания в Швабия и на 12 февруари 881 г. е коронясан от папа Йоан VIII за римско-немски император. Карл III е женен от 862 г. за Рихарда Швабска, дъщеря на пфалцграф Ерхангер и роднина на Берхтхолд I.
Берхтхолд I се жени вероятно за Гизела, сестра на Рихарда Швабска. Двамата му сина са екзекутирани на 21 януари 917 г.

## Деца
- Кунигунда (* 882, † 7 февруари 915), ∞ I омъжва се за Луитполд († 4 юли 907, Луитполдинги), маркграф на Карантания и ∞ II 911 втори път за Конрад I, немски крал († 23 декември 918, Конрадини)
- Бертхолд II († 21 януари 917), граф в Баар
- Ерхангер II († 21 януари 917), пфалцграф от 892 г. и от 915 г. като Ерхангер II херцог на Швабия